# Distrito electoral federal 1 del estado de México
El I Distrito Electoral Federal del Estado de México es uno de los 300 distritos electorales en los que se encuentra dividido el territorio de México para la elección de diputados federales y uno de los 40 en los que se divide el Estado de México. Su cabecera es Jilotepec.
El Primer Distrito del Estado de México se encuentra ubicado en el extremo noroeste del estado, desde 2022 lo conforman los municipios de Acambay, Aculco, Chapa de Mota, El Oro, Jilotepec, Morelos, Polotitlán, Soyaniquilpan de Juárez, Temascalcingo y Timilpan. Lo conforman 218 secciones electorales.

## Distritaciones anteriores

### Distritación 1996 - 2005
Entre 1996 y 2005 el Primer Distrito se encontraba en la región noroeste del Estado de México, lo integraban los municipios de Acambay, Aculco, Atlacomulco, Jilotepec, Jocotitlán, Morelos, Polotitlán, Soyaniquilpan de Juárez y Timilpan. Su cabecera distrital era la ciudad de Atlacomulco de Fabela.

### Distritación 2005 - 2017
Entre 2005 y 2017 la conformación de este distrito electoral federal incluía los municipios de Acambay, Aculco, Chapa de Mota, Jilotepec, Jiquipilco, Morelos, Polotitlán, Soyaniquilpan de Juárez y Timilpan. Su cabecera distrital era la ciudad de Jilotepec de Molina Enríquez.

### Distritación 2017 - 2022
Tras la distritación electoral nacional de 2014-2017 llevada a cabo por el Instituto Nacional Electoral el territorio del distrito electoral fue integrado por los municipios de Acambay, Aculco, Chapa de Mota, Jilotepec, Morelos, Polotitlán, Soyaniquilpan de Juárez, Temascalcingo, Timilpan y Villa del Carbón. Su cabecera era la ciudad de Jilotepec de Molina Enríquez.

## Diputados por el distrito
| Legislatura   | Periodo                                           | Diputado                         | Grupo parlamentario                  |
| ------------- | ------------------------------------------------- | -------------------------------- | ------------------------------------ |
| I             | 7 de diciembre de 1857-17 de mayo de 1861         |                                  |                                      |
| II            | mayo de 1861-mayo de 1863                         |                                  |                                      |
| III           | 20 de octubre de 1863-1865                        |                                  |                                      |
| IV            | 5 de noviembre de 1867-14 de septiembre de 1868   |                                  |                                      |
| V             | 15 de septiembre de 1869-15 de septiembre de 1871 |                                  |                                      |
| VI            | 15 de septiembre de 1871-15 de septiembre de 1873 |                                  |                                      |
| VII           | 15 de septiembre de 1873-15 de septiembre de 1875 |                                  |                                      |
| VIII          | 15 de septiembre de 1875-22 de mayo de 1878       |                                  |                                      |
| IX            | 2 de septiembre de 1878-15 de septiembre de 1880  |                                  |                                      |
| X             | 16 de septiembre de 1880-15 de septiembre de 1882 |                                  |                                      |
| XI            | 16 de septiembre de 1882-15 de septiembre de 1884 |                                  |                                      |
| XII           | 16 de septiembre de 1884-15 de septiembre de 1886 |                                  |                                      |
| XIII          | 16 de septiembre de 1886-15 de septiembre de 1888 |                                  |                                      |
| XIV           | 16 de septiembre de 1888-15 de septiembre de 1890 |                                  |                                      |
| XV            | 16 de septiembre de 1890-15 de septiembre de 1892 |                                  |                                      |
| XVI           | 16 de septiembre de 1892-15 de septiembre de 1894 |                                  |                                      |
| XVII          | 16 de septiembre de 1894-15 de septiembre de 1896 |                                  |                                      |
| XVIII         | 16 de septiembre de 1896-15 de septiembre de 1898 |                                  |                                      |
| XIX           | 16 de septiembre de 1898-15 de septiembre de 1900 |                                  |                                      |
| XX            | 16 de septiembre de 1900-15 de septiembre de 1902 |                                  |                                      |
| XXI           | 16 de septiembre de 1902-15 de septiembre de 1904 |                                  |                                      |
| XXII          | 16 de septiembre de 1904-15 de septiembre de 1906 |                                  |                                      |
| XXIII         | 16 de septiembre de 1906-15 de septiembre de 1908 |                                  |                                      |
| XXIV          | 16 de septiembre de 1908-15 de septiembre de 1910 |                                  |                                      |
| XXV           | 16 de septiembre de 1910-15 de septiembre de 1912 |                                  |                                      |
| XXVI          | 16 de septiembre de 1912-10 de octubre de 1913    | Salvador Moreno Arriaga          |                                      |
| XXVI (bis)    | 16 de noviembre de 1913-5 de agosto de 1914       |                                  |                                      |
| Constituyente | 1 de diciembre de 1916-5 de febrero de 1917       |                                  |                                      |
| XXVII         | 15 de abril de 1917-31 de agosto de 1918          | Isidro Izquierdo                 |                                      |
| XXVIII        | 1 de septiembre de 1918-31 de agosto de 1920      |                                  |                                      |
| XXIX          | 1 de septiembre de 1920-31 de agosto de 1922      |                                  |                                      |
| XXX           | 1 de septiembre de 1922-31 de agosto de 1924      | Jesús M. Díaz                    |                                      |
| XXXI          | 1 de septiembre de 1924-31 de agosto de 1926      |                                  |                                      |
| XXXII         | 1 de septiembre de 1926-31 de agosto de 1928      |                                  |                                      |
| XXXIII        | 1 de septiembre de 1928-31 de agosto de 1930      |                                  |                                      |
| XXXIV         | 1 de septiembre de 1930-31 de agosto de 1932      |                                  |                                      |
| XXXV          | 1 de septiembre de 1932-31 de agosto de 1934      |                                  |                                      |
| XXXVI         | 1 de septiembre de 1934-31 de agosto de 1937      |                                  |                                      |
| XXXVII        | 1 de septiembre de 1937-31 de agosto de 1940      |                                  |                                      |
| XXXVIII       | 1 de septiembre de 1940-31 de agosto de 1943      |                                  |                                      |
| XXXIX         | 1 de septiembre de 1943-31 de agosto de 1946      |                                  |                                      |
| XL            | 1 de septiembre de 1946-31 de agosto de 1949      |                                  |                                      |
| XLI           | 1 de septiembre de 1949-31 de agosto de 1952      |                                  |                                      |
| XLII          | 1 de septiembre de 1952-31 de agosto de 1955      |                                  |                                      |
| XLIII         | 1 de septiembre de 1955-31 de agosto de 1958      | J. Guadalupe Cisneros Santamaría | Partido Revolucionario Institucional |
| XLIV          | 1 de septiembre de 1958-31 de agosto de 1961      | Enrique Tapia Aranda             | Partido Revolucionario Institucional |
| XLV           | 1 de septiembre de 1961-31 de agosto de 1964      | Abraham Saavedra Albíter         | Partido Revolucionario Institucional |
| XLVI          | 1 de septiembre de 1964-31 de agosto de 1967      | Juan de Dios Osuna Pérez         | Partido Revolucionario Institucional |
| XLVII         | 1 de septiembre de 1967-31 de agosto de 1970      | Arturo Flores Mercado            | Partido Revolucionario Institucional |
| XLVIII        | 1 de septiembre de 1970-31 de agosto de 1973      | Alberto Hernández Curiel         | Partido Revolucionario Institucional |
| XLIX          | 1 de septiembre de 1973-31 de agosto de 1976      | Sergio Benhumea Munguía          | Partido Revolucionario Institucional |
| L             | 1 de septiembre de 1976-31 de agosto de 1979      | Gildardo Herrera Gómez Tagle     | Partido Revolucionario Institucional |
| LI            | 1 de septiembre de 1979-31 de agosto de 1982      | Juan Ugarte Cortés               | Partido Revolucionario Institucional |
| LII           | 1 de septiembre de 1982-31 de agosto de 1985      | Roberto Ruiz Delgado             | Partido Revolucionario Institucional |
| LIII          | 1 de septiembre de 1985-31 de agosto de 1988      | Enrique Martínez Orta Flores     | Partido Revolucionario Institucional |
| LIV           | 1 de septiembre de 1988-31 de octubre de 1991     | Sara Estela Velázquez Sánchez    | Partido Revolucionario Institucional |
| LV            | 1 de noviembre de 1991-31 de octubre de 1994      | Fernando Ordorica Pérez          | Partido Revolucionario Institucional |
| LVI           | 1 de noviembre de 1994-31 de agosto de 1997       | Sergio Ramírez Vargas            | Partido Revolucionario Institucional |
| LVII          | 1 de septiembre de 1997-31 de agosto de 2000      | Lino Cárdenas Sandoval           | Partido Revolucionario Institucional |
| LVIII         | 1 de septiembre de 2000-31 de agosto de 2003      | Hermilo Monroy Pérez             | Partido Revolucionario Institucional |
| LIX           | 1 de septiembre de 2003-15 de septiembre de 2005  | Arturo Osornio Sánchez           | Partido Revolucionario Institucional |
| LIX           | 22 de septiembre de 2005-20 de diciembre de 2005  | Heriberto Ortega Ramírez         | Partido Revolucionario Institucional |
| LIX           | 20 de diciembre de 2005-16 de marzo de 2006       | Vacante                          | Partido Revolucionario Institucional |
| LIX           | 16 de marzo de 2006-31 de agosto de 2006          | Heriberto Ortega Ramírez         | Partido Revolucionario Institucional |
| LX            | 1 de septiembre de 2006-25 de febrero de 2009     | Jesús Alcántara Núñez            | Partido Revolucionario Institucional |
| LX            | 25 de febrero de 2009-9 de marzo de 2009          | Vacante                          | Partido Revolucionario Institucional |
| LX            | 9 de marzo de 2009-23 de abril de 2009            | Jesús Alcántara Núñez            | Partido Revolucionario Institucional |
| LX            | 23 de abril de 2009-8 de julio de 2009            | Vacante                          | Partido Revolucionario Institucional |
| LX            | 8 de julio de 2006-31 de agosto de 2009           | Jesús Alcántara Núñez            | Partido Revolucionario Institucional |
| LXI           | 1 de septiembre de 2009-31 de agosto de 2012      | Héctor Velasco Monroy            | Partido Revolucionario Institucional |
| LXII          | 1 de septiembre de 2012-2 de marzo de 2015        | Miguel Sámano Peralta            | Partido Revolucionario Institucional |
| LXII          | 2 de marzo de 2012-16 de junio de 2015            | Vacante                          | Partido Revolucionario Institucional |
| LXII          | 16 de junio de 2015-31 de agosto de 2015          | Miguel Sámano Peralta            | Partido Revolucionario Institucional |
| LXIII         | 1 de septiembre de 2015-26 de marzo de 2018       | Edgar Castillo Martínez          | Partido Revolucionario Institucional |
| LXIII         | 3 de abril de 2018-31 de agosto de 2018           | Rodolfo Nogués Barajas           | Partido Revolucionario Institucional |
| LXIV          | 1 de septiembre de 2018-31 de agosto de 2021      | Ricardo Aguilar Castillo         | Partido Revolucionario Institucional |
| LXV           | 1 de septiembre de 2021-31 de agosto de 2024      | Miguel Sámano Peralta            | Partido Revolucionario Institucional |
| LXVI          | 1 de septiembre de 2024-                          | María Luisa Mendoza Mondragón    | Partido Verde Ecologista de México   |

## Resultados Electorales

### Elecciones de 2024
|  | 58.44 % |

|  | 32.28 % |

|  | 6.23 % |

|  | 0.03 % |

|  | 3.02 % |

|  | 100.0 % |

|  | 70.09 % |

### Elecciones de 2021
|  | 44.94 % |

|  | 41.96 % |

|  | 3.25 % |

|  | 2.59 % |

|  | 2.46 % |

|  | 2.26 % |

|  | 0.03 % |

|  | 2.51 % |

|  | 100.00 % |

|  | 68.72 % |

### Elecciones de 2018
|  | 38.92 % |

|  | 35.24 % |

|  | 22.05 % |

|  | 0.04 % |

|  | 3.75 % |

|  | 100.00 % |

|  | 67.13 % |

### Elecciones de 2009
|  | Partido Acción Nacional                        |  | José Carlos Arana Sánchez |
|  | Coalición Primero México (PRI, PVEM y PFD)     |  | Héctor Velasco Monroy     |
|  | Partido de la Revolución Democrática           |  | Jesús Sánchez Rodea       |
|  | Coalición Salvemos a México (PT, Convergencia) |  | Cristina Soto Suárez      |
|  | Partido Nueva Alianza                          |  | Francisco Gómez Marín     |
|  | Partido Socialdemócrata                        |  | René López García         |